# Seiscentos
Seiscentos (600) é o numeral que vem após 599 e que antecede o 601.

## Propriedades matemáticas
- Ele é formado por 6 centenas ou 600 unidades.
- O numeral romano é DC.

## Outros números entre 601 e 699
- 613 é o número de mandamentos comunicados a Moisés, destes, 365 são mandamentos negativos, e 248 são mandamentos positivos, correspondendo, respectivamente, ao número de dias no ano e ao número de partes do corpo humano.[1]